# دوبریچوو
دوبریچوو (به صربی: Dobričevo) یک منطقهٔ مسکونی در صربستان است که در ناحیه بانات جنوبی واقع شده‌است. دوبریچوو ۲۲۶ نفر جمعیت دارد و ۸۱ متر بالاتر از سطح دریا واقع شده‌است.